# Александар Милић
Александар Милић Мили (Осијек, 28. јануар 1969) српски је композитор, музички продуцент, аранжер и власник дискографске куће Miligram Music. Оснивач је групе Милиграм.

## Биографија
Рођен је 28. јануара 1969. године у Осијеку, где је завршио основну и средњу школу. Завршио је две године Економског факултета у Загребу, а потом је прешао у Праг где је дипломирао на Факултету за бизнис и администрацију. Једно вријеме је живио и у Сарајеву, након што је остварио сарадњу са сарајевским музичарем Гораном Бреговићем. На својој званичној интернет страници каже: "Сарајево ме креативно много отворило и изменило моје поприлично конзервативно поимање живота и каријере." Ожењен је Нином, са којом има ћерку Миу и сина Марка. Надимак Мили добио је у средњој школи од професора математике.

## Каријера
Са деветнаест година компоновао је први хит, песму Ја не пијем, у интерпретацији Харија Варешановића и Хариса Џиновића. Затим је основао властити бенд и снимио песму Нека ме мисли напусте. Године 1996. компоновао је све песме на албуму Светлане Ражнатовић, а на том албуму је потписан и као продуцент и аранжер. Осим са Светланом Ражнатовић, сарађивао је и са Лепом Бреном и Аном Николић.
Компоновао је музику за филм Нож, за коју је награђен Златном мимозом на Филмском фестивалу у Херцег Новом.
Био је члан жирија у емисији Ја имам таленат у трајању од три сезоне.

## Милиграм мјузик
Оснивач је и власник дискографске куће Милиграм мјузик (Miligram Music). Кућа је основана 6. априла 2004. у Београду.
Први посао Милиграм мјузика био је маркетинг албума Светлане Ражнатовић Горе од љубави.